# Capsule de Vidie
Une capsule de Vidie, ou parfois capsule de Vidi, également appelée capsule anéroïde, est l'élément capteur d'un baromètre anéroïde, instrument destiné à mesurer la pression atmosphérique et inventé par le physicien français Lucien Vidie en 1844.

## Principe
La capsule est une boîte ronde, plate, généralement métallique, à parois minces et maintenues écartées ordinairement par un ressort. Cette boîte est étanche puisqu'elle a été scellée sous vide partiel. Le ressort qui maintient les parois se comprime ou se détend en fonction des variations de la pression atmosphérique.
Les variations du volume de la capsule sont amplifiées et transmises à un levier. Celui-ci déplace une aiguille sur un cadran gradué en millibars ou en hectopascals. Sur le cadran des modèles courants se trouve une autre aiguille, que l'on peut aligner avec l'aiguille mobile après chaque lecture de la pression : l'écart ultérieur de l'aiguille mobile par rapport à ce témoin permet de mieux apprécier la variation de pression (surtout si cette variation est faible). Une fois la lecture faite, on peut repositionner l'aiguille-témoin en vue de la prochaine lecture.
Au-delà du baromètre anéroïde, une capsule de Vidie peut servir à la mesure de toute variation de pression d'un gaz et peut donc être utilisée dans le contexte de l'industrie du gaz. Aussi, certains instruments dans les aéronefs sont dotés d'une ou plusieurs capsules de Vidie. Ces instruments sont entre autres l'anémomètre, l'altimètre et le variomètre, qui tiennent compte des variations de pression afin de donner au pilote des indications correctes.